# Тихомир
Тихоми́р (болг. Тихомир) — село в Кирджалійській області Болгарії. Входить до складу общини Кирково.

## Населення
За даними перепису населення 2011 року у селі проживали 1335 осіб.
Національний склад населення села:
| Національність   | Кількість осіб | Відсоток |
| ---------------- | -------------- | -------- |
| болгари          | 792            | 77,4%    |
| цигани           | 0              | 0%       |
| інша             | 213            | 20,8%    |
| не визначились   | 15             | 1,5%     |
| Всього відповіли | 1023           |          |

Розподіл населення за віком у 2011 році:
Динаміка населення: